# Skolasztikus filozófia

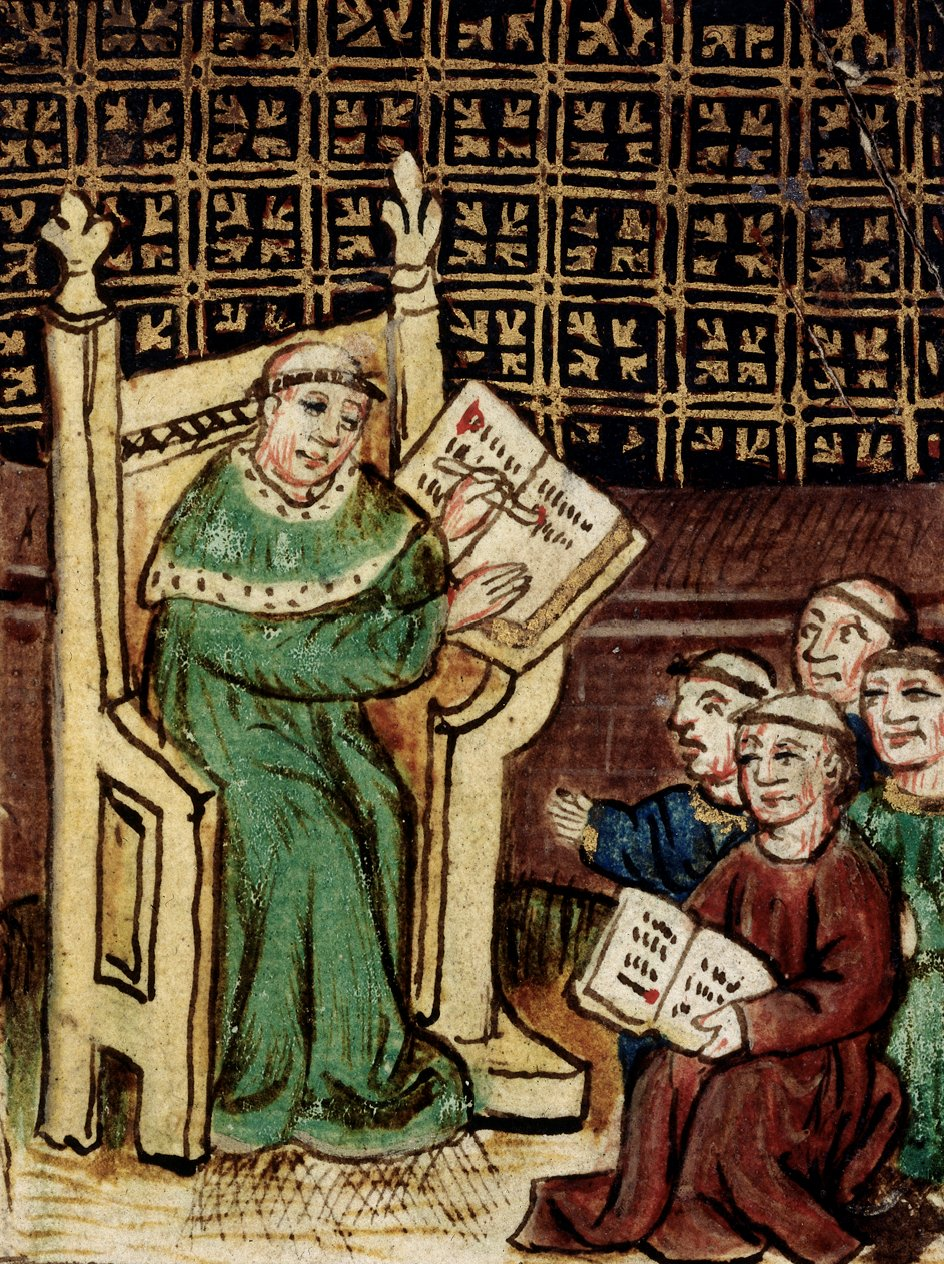
Mester és tanítványai (1464)

A skolasztikus filozófia vagy skolasztika a középkorban a nyugati civilizáció legmeghatározóbb, a katolikus egyházhoz és ennek iskoláihoz szorosan kötődő filozófiai irányzata, egyben a keresztény teológia sajátos megközelítési módja. A Szentíráson, azaz a Biblián kívül elsősorban a nagy ókori görög filozófus, Platón, majd később Arisztotelész s még inkább az ő kommentátoraik munkásságára épített. Az iskolák oktatási módszere főként e meghatározó tekintélyek műveinek feldolgozásából állt, azok nagy fokú tisztelete és a gondolataikra irányuló kritika meglehetős hiánya mellett. A skolasztikus filozófia tehát aligha választható el a mögöttes intézményrendszer jellegzetességeitől.

## A név eredete
A skolasztikus, skolasztika kifejezések maguk is a latin schola („iskola”) szóból származnak, mivel ebben az időszakban főleg az (egyházi) iskolák és egyetemek foglalkoztak ezzel az erősen teológiai alapokon álló filozófiai rendszerrel. 

## Jellemzői
A skolasztikát a tekintélyelvűség jellemezte, azaz a Szentírás, az egyházatyák, a zsinati határozatok, valamint a „Filozófus”, azaz Arisztotelész tisztelete (bár a 12. század végéig még Platón tanai is elevenen hatottak). Éppen ez az említett tekintélyekre alapozott tanítási és kutatási (vitatkozási) módszer az egyik kapocs, ami a skolasztikus filozófia sokféle irányzatát a közös intézményrendszer szempontján túl tartalmilag és módszertanilag egybekapcsolja.
Ezek a módszerek a következők voltak:
- Minden tantárgy tanítása egy-egy híres és tekintélyesnek tartott tudós, az auctor (latinul: „szerző”) egy-két művének részletes és vizsgálódó, boncolgató tanulmányozására épült.
- A tanárok (magistri scholae) és a tanítványok (scholastici) a lectiokon (előadások) és a disputatiokon (viták) formálták ki, illetve fejlesztették tovább filozófiai tanaikat.
- A keresztény filozófián kívül a skolasztikában jelentős szerepet kapott az arisztotelészi és sztoikus logika tanulmányozása és továbbfejlesztése is, ami a skolasztikus logika és vitatkozástan (dialektika) kialakulásához vezetett. Ez nemcsak tartalmi, hanem módszertani jellemző is, hiszen a viták és vitairatok a fentebbi elméletek keretében kidolgozott, elég határozott szabályok szerint épültek fel.
- A skolasztikus tudomány gyakorta abból állt, hogy a szerző műveit lábjegyzetekkel, kommentárokkal látták el. Nem volt cél, hogy teljesen új, a szerző tanaival radikálisan szakító elméletek szülessenek.

## Irányzatai, iskolái
A skolasztika fő iskolái részben személyekhez, részben szerzetesrendekhez kötődnek:
- domonkos bölcseleti iskola – tomizmus: Aquinói Szent Tamás (Thomas Aquinas) nevével fémjelzett iskola, mely arisztoteliánus beállítottságú, ebből származik a skotistákkal szembeni nézetkülönbsége is.
- ferences bölcseleti iskola – skotizmus : Scotus Szent János (Duns Scotus) nevével fémjelzett iskola, mely platonikus beállítottságú, ebből származik a tomistákkal szembeni nézetkülönbsége is.
- jezsuita bölcseleti iskola – molinizmus: Luis de Molina nevével fémjelzett iskola, mely elsősorban megigazulástani kérdésekben került szembe a klasszikus tomizmussal. Míg a molinisták a szabad akaratot hangsúlyozzák az üdvösségben, addig a tomisták a kegyelmet. A 16-17. századi vitában a molinisták kriptokálvinizmussal vádolták a kor tomistáit, míg őket semi-pelagianizmussal hozták összefüggésbe a tomista domonkosok.

A skolasztika irányzata időben elsősorban az 1100–1500 közti időszakban volt uralkodó nyugaton, kezdetben sokat merített az arab és zsidó arisztoteliánus filozófiából is; és a történelem során maga is változott. Három nagy korszakát tartjuk számon:

## Története, korszakai

### Kezdetek
Az irányzat kezdeti szakaszában (800–1200) a legfontosabb probléma az ún univerzália-vita volt: Porphüriosz nyomán Boethius (480–524) veti fel az ókorra, Arisztotelész munkásságáig visszanyúló kérdést: „Vajon a nemek és a fajok (az absztrakt fogalmak) valamilyen tekintetben önállóan léteznek-e, vagy pusztán az értelemben helyezkednek el? Ha önállóan léteznek, vajon […] az érzékelhető egyedektől elkülönítve léteznek-e, vagy pedig az egyedekbe beléhelyezett módon?”
A választ illetően három irányzat alakult ki attól függően, hogy az általános fogalmat (univerzálé) önállóan létezőnek vagy puszta absztrakciónak tekintették. A  skolasztikus filozófiának ennek nyomán három nagyobb alirányzata bontakozott ki:

#### A realizmus
Ez az irányzat Platón idealizmusából eredeztethető. A realisták e tan példájára, a platóni hagyományból kiindulva csak az univerzáléknak tulajdonítottak önálló, reális létet, s a konkrét egyedi létezőket az egyetemes univerzálék leképezésének és „megcsonkulásának” tekintették (ahogy a platóni rendszerben a dolgok az ideák másai, utánzatai). „Universalia sunt realia” („Az univerzálék reális létezők”) és „Universalia ante rem” (Az univerzálék a dolgokat megelőzik) – ez utóbbi ontológiai jelleggel értendő kijelentés.
Megjegyzendő, hogy mai szóhasználattal éppenséggel az ezeket a kijelentéseket tagadó irányzatokat nevezzük realistának. A skolasztikus realizmus egyik legjelesebb képviselője Canterburyi Szent Anzelm (1033–1109).

#### A nominalizmus
A realistákkal szemben a nominalisták valóságosnak csak az egyes dolgokat (individuumokat) tartották, az univerzálék szerintük csak az emberi szellemben kialakuló absztrakciók, azaz puszta szavak (flatus vocis). Szellemi elődjüknek Platón helyett Arisztotelészt tekintették, mivel az (az Organonban) a synolont, a konkrét egyedi dolgot tartotta önállóan létezőnek (uszia, substantia), és az általános nevek jelentését csak közmegegyezés eredményének tekintette. „Universalia sunt nomina” – mondták a nominalisták („Az univerzáliák puszta nevek”). Ennek az irányzatnak a legjelesebbje Roscellinus (1050–1120).
A nominalisták fenti meglátásaikkal az újplatónikus filozófia érvényességét vonták kétségbe, s a filozófia tárgyaként a nyelvet és a gondolkodást határozták meg (de ezt a szemléletet az adott korban még nem érvényesítették következetesen).

#### Mérsékelt realizmus
Arisztotelész műveinek (pontosabban azok latin nyelvű kiadásainak) elterjedésével, az arisztotelészi logika és metafizika hatására kialakult irányzat szerint az univerzálék reális létezők, de csak annyiban, amennyiben azok az egyedi dolgok lényegét alkotják. Az univerzálé voltaképpen az általánosnak az egyediben való kifejeződése, ezért ezek nem puszta nevek, hanem az egyedi dolgok lényeges közös sajátosságait kifejező eszmék. „Universalia sunt realia” és  „Universalia sunt in re”.
Pierre Abélard (Petrus Abaelardus) (1079–1142) és Aquinói Szent Tamás képviselte ezt az irányzatot.

### A virágzás kora (1200–1300)
Ez főképp a „summák” (summa = összeg, összegzés, összefoglalás) kora, vagyis az az időszak, amikor az addigi irányzatokból építkezve a skolasztika átfogó és akár ellentétes(nek tűnő) irányzatokból is eszméket egyeztetni képes szintézisei születtek (lásd Aquinói Szent Tamás summái). A még érvényes mondás ellenére („Philosophia est ancilla theologiae”, azaz „a filozófia a teológia szolgálóleánya”) megkezdődik a filozófia és teológia elkülönülése. A korszak legnagyobb filozófusa Aquinói Szent Tamás.

### A hanyatlás kora (1300–1545)
A veritas duplex, azaz „két igazság van” elvének elterjedésével a természetfilozófia és a természettudományok kezdenek önállósulni. A korszak jeles képviselője William Ockham.

### Utóhatás: neoskolasztika (a 19. század utolsó éveitől)
A tizenkilencedik század utolsó éveiben sok tekintetben módosítva, de mégis skolasztikus filozófiára építve új filozófiai irányzat bontakozott ki, a neoskolasztikus filozófia.

## Híres képviselői
Bővebben lásd a skolasztikus filozófusok listája cikkben.

### Koraiak (1100–1250)
- Canterburyi Anzelm
- Pierre Abélard
- Petrus Lombardus
- Clairvaux-i Bernát
- Gilbert de la Porrée
- Bathi Adélard

### A „Fénykorszak” képviselői (1250–1350)
- Bonaventura
- Robert Grosseteste
- Roger Bacon
- Albertus Magnus
- Aquinói Szent Tamás
- Boëthius de Dacia
- Duns Scotus
- Radulphus Brito
- William of Ockham
- Jean Buridan

### Későiek (1350–1500)
- Páduai Marsilius

### Anti-skolasztikusok
- René Descartes. Előfutár, sokban még skolasztikus.
- Thomas Hobbes
- Robert Boyle
- Galileo Galilei